# Федюк Микола Васильович
Мико́ла Васи́льович Федю́к (нар. 2 січня 1946, Осташки Хмельницької області) — радянський і український кінорежисер і сценарист.

## Загальні відомості
Микола Федюк народився 2 січня 1946 року в селі Осташки Хмельницької області.
Закінчив 2 курси філософського факультету Київського державного університету імені Тараса Шевченка.
1979 року закінчив кінофакультет Державного інституту театрального мистецтва імені Івана Карпенка-Карого (майстерня Абрама Народицького). Ще студентом працював другим режисером на повнометражному художньому фільмі Л. П. Єфименко «Аве Марія!» (1998).
Його дипломна робота — короткометражний фільм за оповіданням Моріса Дрюона «Стіна».
Працював на Київській кіностудії імені Олександра Довженка другим режисером у фільмах «Високий перевал» (1981, асистент режисера у співавт.; реж. Володимира Денисенка), «Загублені в пісках» (1984, реж. Миколи Ільїнського), «Легенда про княгиню Ольгу» (1983) і «Лебедине озеро. Зона» (1990) Юрія Іллєнка, «Гетьманські клейноди» (1993, реж. Леоніда Осики).
Поставив фільм «Нам дзвони не грали, коли ми вмирали» (1991, студія «Галичина-фільм») та «Амур і Демон» за сценарієм Юрія Андруховича (1994, незавершений), телефільм «Таємниця Маестро» (2006) про композитора Максима Березовського.
2000—2002 років Микола Федюк працював кінорежисером з планування на складнопостановочному історичному художньому фільмі Юрія Іллєнка «Молитва за гетьмана Мазепу».
Задумував поставити фільми за власними сценаріями «Автобіографія» і «Сини» за Василем Стефаником, проте задуми не були здійснені.
Як кінематографіст тяжіє «до естетики поетичної школи, точніше, до експресіоністської образності».